# Peter Schaap (zanger en schrijver)
Petrus Andreas Henderikus Gerardus (Peter) Schaap (Groningen, 24 oktober 1946 – Roden, 3 januari 2025) was een Nederlandse zanger en schrijver.

## Biografie
Peter Schaap werd in 1946 in de stad Groningen geboren. Hij studeerde aan de pedagogische academie, toen nog de 'kweekschool' geheten, in Groningen. Daarna werd hij onderwijzer op een lagere school. Tijdens zijn studie en werk schreef en zong hij chansons onder de artiestennaam Peter Andreas.
In 1974 begon hij onder zijn eigen naam een professionele carrière als muzikant. Zijn stijl verschoof naar popmuziek. Hij bracht vier langspeelplaten uit en een verzamel-cd. Zijn bekendste hits zijn "Adem mijn adem", "De hoge heren van het dorp" en "Vliegen als een vogel". In 1976 ontving hij de 'Zilveren Harp' van de stichting Conamus.
Vanaf 1982 richtte Schaap zich op het schrijven, in eerste instantie van kinderboeken, later ook sciencefiction en fantasy. Hij schreef onder andere het boek "De vallei van de geesten".
In 1988 kreeg hij tijdens de Eurocon in Boedapest de EURO-AWARD voor zijn romandebuut: "De schrijvenaar van Thyll". Er verschenen, naast korte verhalen in diverse tijdschriften en bundels, zestien fantasyromans van zijn hand bij Mynx. Zijn zeventiende fantasyroman verscheen in 2008 bij Kramat.
In 2017 kwam zijn boek ‘Vlammenzee’ en zijn cd ‘Zonder Meer’ uit.
Schaap overleed op 3 januari 2025 op 78-jarige leeftijd na een lang ziekbed.

## Discografie

### Albums
- Als de trein rijdt naar het westen (1975)
- Als een kameleon (1975) #9 in de Elpee Top 20[3]
- Achter Atlantis (1976)
- Peter Schaap (1994)
- Zonder meer (2017)

### Singles
| Single met eventuele hitnotering(en) in de Nederlandse Top 40 | Datum van verschijnen | Datum van binnenkomst | Hoogste positie | Aantal weken | Opmerkingen                |
| ------------------------------------------------------------- | --------------------- | --------------------- | --------------- | ------------ | -------------------------- |
| De hoge heren van het dorp                                    | 16-11-1974            |                       | tip             |              |                            |
| Adem mijn adem                                                | 29-03-1975            | 05-04-1975            | 18              | 6            | #18 in Nationale Hitparade |
| Vliegen als een vogel                                         | 06-12-1975            | 13-12-1975            | 19              | 5            | #20 in Nationale Hitparade |

### NPO Radio 2 Top 2000
| Nummer met noteringen in de NPO Radio 2 Top 2000 | '03  | '04  | '05  | '06  | '07  | '08  |
| ------------------------------------------------ | ---- | ---- | ---- | ---- | ---- | ---- |
| Adem mijn adem                                   | 1716 | 1733 | 1857 | 1815 | 1592 | 1763 |

1. ↑  Een vetgedrukt getal geeft de hoogste notering aan.
2. ↑  2003 was het eerste jaar met een notering voor dit nummer.
3. ↑  Deze tabel is bijgewerkt tot en met de meest recente editie (2024).